# Exécution par éléphant

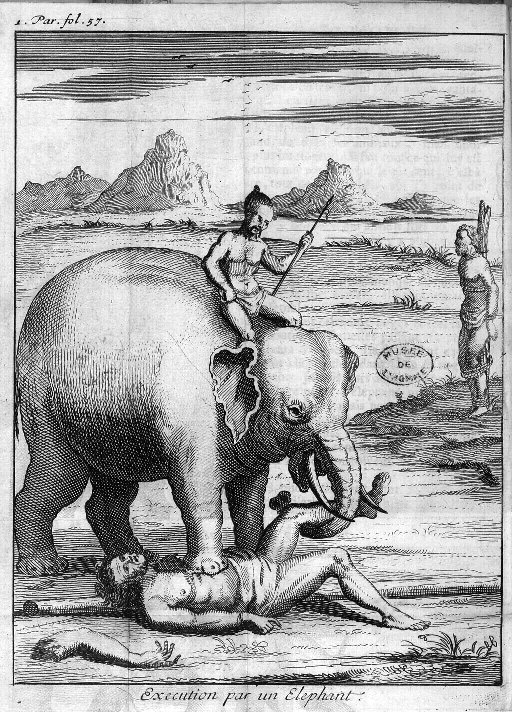
Gravure tirée de Relation ou Voyage de l'Isle de Ceylan, dans les Indes orientales par Robert Knox (1693).

Vous lisez un « article de qualité » labellisé en 2009.
L'exécution par éléphant est une méthode d’exécution consistant à utiliser un éléphant d'Asie comme instrument de torture ou de mort. Les pachydermes sont utilisés pour écraser, démembrer ou simplement torturer les prisonniers lors d'exécutions publiques. Une fois dressés, ces animaux sont considérés comme polyvalents, capables de tuer les victimes immédiatement ou de les torturer lentement afin de prolonger leur souffrance.
Utilisée depuis le IVe siècle av. J.-C., la méthode était courante en Asie du Sud et du Sud-Est, et tout particulièrement en Inde. Même s’il était à l’origine circonscrit à l'Asie, ce mode d’exécution a été occasionnellement adopté par des Occidentaux, tels que les Romains et les Carthaginois, en particulier pour punir les mutineries de soldats. Cette pratique a disparu peu à peu avec la colonisation de l'Asie par les nations européennes, mais a cependant duré jusqu'au milieu du XXe siècle.

## Étendue géographique et historique

Aire géographique où eurent lieu de telles exécutions.

L’écrasement par éléphant a été utilisé dans beaucoup de régions du monde, à la fois dans des empires occidentaux et dans des empires asiatiques.

### Moyen-Orient
Durant la période médiévale, les exécutions par éléphant sont coutumières chez plusieurs puissances impériales d’Asie de l’Ouest, y compris l’Empire sassanide, l’empire des Seldjoukides et l’empire des Timourides qui existe jusqu'au XVIe siècle. Par exemple, au Ve siècle, lorsque le roi sassanide Khosro II, qui possède un harem de 3 000 femmes et de 12 000 esclaves féminins, demande pour femme Hadiqah, la fille de l’Arabe chrétien Na’aman, celui-ci refuse et est piétiné à mort par un éléphant.
La pratique paraît avoir été adoptée dans certaines régions du Moyen-Orient musulman. Petahia de Ratisbonne, au XIIe siècle, remarque cette méthode d’exécution durant son séjour en Mésopotamie du Nord, alors sous la dynastie des Seldjoukides.

### Péninsule indienne
Les éléphants sont également utilisés comme exécuteurs de choix sur le sous-continent indien dès le IIe siècle av. J.-C.. Plusieurs personnalités politiques indiennes ont fait procéder à des exécutions par éléphant. Le marathe Chatrapati Sambhaji ordonne cette forme de mort pour de nombreux conspirateurs, dont l’employé marathe Anaji Datto à la fin du XVIIe siècle.
De nombreuses observations ont été faites durant l’ère des Moghols où « il existait une méthode d’exécution courante en ces jours, pour piétiner le coupable sous le pied d’un éléphant ». Le capitaine Alexander Hamilton, dans ses écrits de 1727, décrit comment l'empereur moghol Shah Jahan ordonne que son commandant militaire soit amené « au Jardin des Éléphants, afin d’être exécuté là-bas par un éléphant, ce qui était considéré comme une mort terrible et honteuse ». Humayun et Jahangir ont également ordonné ce type d'exécution.
Au cours des XVIIIe siècle et XIXe siècle, les cours musulmanes l'utilisent de façon générale, mais l'expansion britannique entraîne le déclin de cette pratique jugée barbare. Eleanor Maddock écrivit en 1914 qu’à Kashmir, depuis l’arrivée des Européens, « beaucoup d’anciennes coutumes ont disparu – et l’une d’entre elles est cette abominable coutume d'exécuter les criminels au moyen d'un éléphant dressé dans ce but et qui était connu sous le nom héréditaire de « Gunga Rao » ». La dernière exécution par éléphant en Inde a toutefois lieu en avril 1947, à Bikaner. L'éléphant bourreau se nommait Hawaï et pesait plus de huit tonnes. Sous la domination britannique, il avait tué sous ses pieds 150 personnes, tant voleurs que meurtriers.

### Asie du Sud-Est
Les éléphants ont réalisé des exécutions en Asie du Sud-Est et sont utilisés en Birmanie d’après les plus anciens journaux ainsi que dans le royaume de Champā de l’autre côté de la péninsule indochinoise et en Cochinchine.

### Empires occidentaux
Les Macédoniens, les Romains, les Carthaginois et les Byzantins utilisent occasionnellement les éléphants pour les exécutions alors qu’ils font déjà l’usage des éléphants de guerre à des fins militaires, le cas le plus connu étant celui d’Hannibal durant la deuxième guerre punique. Perdiccas, devenu chiliarque de l'empire à la mort d’Alexandre le Grand en 323 av. J.-C., fait jeter les insurgés de la faction de Méléagre aux éléphants pour qu'ils soient écrasés dans la ville de Babylone. L’écrivain romain Quinte-Curce relate cette histoire dans son « Historiae Alexandri Magni » : « Perdiccas vit qu’ils [les insurgés] étaient paralysés et à sa merci. Il abandonna le principal corps de trois cents hommes qui avait suivi Méléagre au moment où il était sorti lors de la première réunion tenue après la mort d’Alexandre, et devant les yeux de l’armée entière, il les jeta aux éléphants. Tous furent piétinés à mort sous les pieds des bêtes »...Cet épisode reste incertain car ni Diodore de Sicile, ni Arrien n'en font mention.

## Les différentes formes du supplice
L'éléphant commence à être domestiqué il y a plus de 4 500 ans dans la vallée de l'Indus. Sa première utilisation est vraisemblablement celle d'auxiliaire de guerre. L'éléphant domestiqué peut apprendre plus de trente ordres différents. À chaque pachyderme prélevé dans la nature est attribué un unique dresseur, appelé mahout ou cornac, qui l'accompagnera durant toute sa vie. Les exécutions par éléphant ont profité de cet apprentissage, car le bourreau pouvait exécuter le condamné de diverses façons.
L'exécution par éléphant est décrite par de nombreux voyageurs occidentaux. L'habileté de l'éléphant d'Asie permet de mettre en œuvre des tortures très « élaborées », durant lesquelles le pachyderme est utilisé pour écraser les membres puis le thorax, souvent avec une lenteur cruelle, ou encore pour exécuter rapidement le prisonnier. Les témoignages des Européens mettent en relief de nombreuses techniques de mises à mort. Elles varient selon l'origine géographique et historique et font le plus souvent usage de l'imposante force dont dispose l'éléphant pour écraser les condamnés.

### Arrivée du condamné
Le condamné peut être présenté à l'éléphant avec un sac en toile sur la tête afin qu'il ne voie pas la mort arriver, ou au contraire placé de façon à observer toute la scène et regarder la patte de l'éléphant s'approcher inexorablement de lui. En général, le condamné est présenté aux accusateurs avant d'être exécuté afin qu'il puisse être identifié.
Les exécutions sont parfois précédées d'un supplice au cours duquel le condamné est traîné, attaché à l'une des pattes de l'animal, dans les rues de la ville avant l'exécution proprement dite. Un texte de l’une de ces tortures réalisées à Baroda, en Inde, en 1814 est préservé dans les Anecdotes de Percy, :

« L’homme était un esclave, et deux jours auparavant il avait assassiné son maître, frère d'un chef indigène appelé Ameer Sahib. Vers onze heures, l’éléphant fut amené, avec son seul cornac sur le dos, entouré par des indigènes qui tenaient des bambous dans les mains. Le criminel fut placé à trois verges (environ 2,7 m) derrière lui sur le sol, ses jambes attachées par trois cordes, qui étaient attachées à un anneau sur la patte arrière droite de l’animal. À chaque pas que faisait l’éléphant, il le projetait brusquement en avant, et tous les huit ou dix pas il devait sans doute lui disloquer un autre membre, car après que l'éléphant eut avancé de cinq cents verges, ils étaient brisés et ballottaient librement. L’homme, bien que couvert de boue, donnait tous les signes d'être encore en vie, et semblait endurer les pires tourments. Après avoir été ainsi torturé pendant une heure environ, il fut emmené à l’extérieur de la ville, où l'on fit reculer l’éléphant, qui était dressé à ces fins, et qui posa son pied sur la tête du criminel. »

### Utilisation des défenses
L'utilisation des défenses, bien que non systématique, est attestée par quelques témoignages. Dans un texte de 1681, le marin anglais Robert Knox relate la méthode d'exécution par éléphant utilisée à Ceylan (l'actuel Sri Lanka) tandis qu’il est retenu captif. Knox raconte qu’« après avoir empalé le corps de la victime avec ses défenses, l’éléphant le met ensuite en pièces et le jette membre par membre ». Le livre de Knox dépeint avec exactitude cette méthode d’exécution avec le célèbre dessin « Une exécution par un éléphant » (An Execution by an Eliphant). À l'époque du sultanat moghol de Delhi, les éléphants sont également dressés pour mettre en pièces les prisonniers « avec leurs lames pointues intégrées à leurs défenses ».

### Écrasement

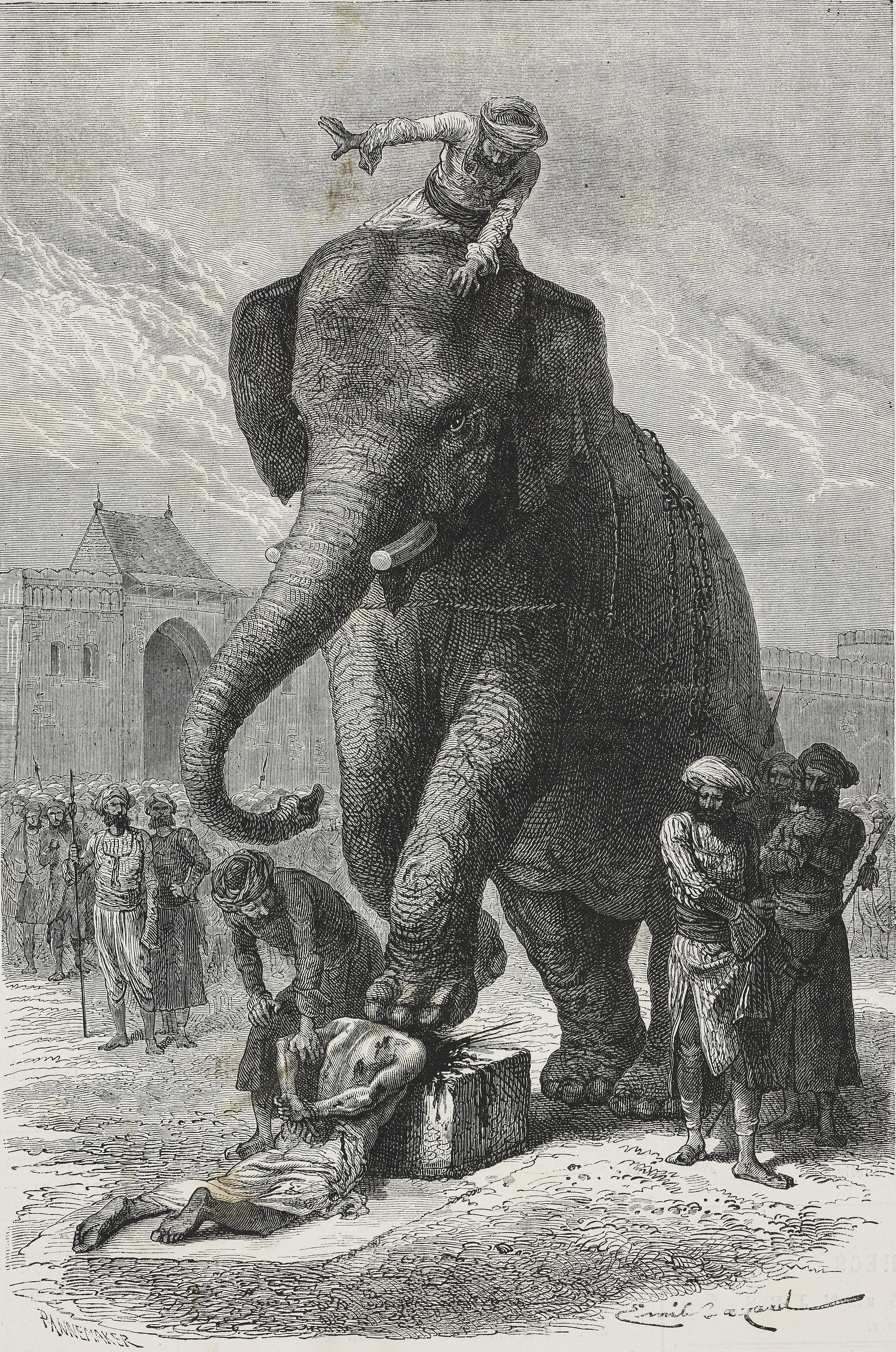
Une exécution à Baroda en 1868

Le journal de John Crawfurd raconte une autre méthode d’exécution par éléphant dans le royaume de Cochinchine (actuellement le Vietnam), où il avait servi en tant qu’émissaire britannique en 1821. Crawfurd rappelle un évènement où « le criminel était attaché à un pieu, et l’éléphant préféré de son Excellence s’étend sur lui et l’écrase à mort ».
Au début du XIXe siècle, l’écrivain Robert Kerr raconte comment le roi de Goa « garde certains éléphants pour exécuter les malfaiteurs. Quand l’un d’eux est amené pour mettre à mort un criminel, si le gardien désire que le coupable soit rapidement exécuté, l'immense bête l’écrasera instantanément, le réduisant en miettes avec le pied ; mais s’il désire le torturer, il lui brisera les membres les uns après les autres, comme le fait le supplice de la roue ». Un témoignage similaire est rapporté en 1850, par le diplomate britannique Sir Henry Charles Sirr ; celui-ci décrit une visite à l’un des éléphants ayant servi Sri Vikrama Rajasinha, pour tuer les criminels. Les Britanniques ont aboli l’écrasement par éléphant après avoir renversé le royaume de Kandy en 1815 mais l’éléphant du roi était toujours en vie et se rappelait évidemment ses précédents devoirs. Ainsi que Sirr en fait l'observation, :

« C'était la coutume de dresser les éléphants à tuer les criminels en les piétinant, les animaux étant éduqués à prolonger l’agonie des infortunées victimes en écrasant leurs membres, tout en évitant les parties vitales. C'était le mode d'exécution préféré du dernier roi-tyran de Kandy, et comme l’un des éléphants-bourreaux était présent dans l’ancienne capitale durant notre séjour, nous étions particulièrement désireux de mettre à l'épreuve la sagacité et la mémoire de la bête. L’animal était tavelé et d’une taille énorme, et restait debout silencieusement avec son mahout assis sur son cou ; le noble qui nous accompagnait demanda à l'homme de descendre et de se mettre sur le côté. »

« Le chef donna alors le commandement, ordonnant à l'animal de « tuer le misérable ! » L’éléphant leva la trompe et l'enroula, comme s’il avait saisi un être humain ; puis l'animal fit des mouvements comme s’il était en train de déposer l’homme sur le sol devant lui, puis leva lentement le pied avant, en le plaçant alternativement sur les points où les membres du supplicié auraient dû être. Il répéta l'action pendant quelques minutes ; puis, comme s’il était convaincu que les os avaient été broyés, l’éléphant leva la trompe très haut au-dessus de sa tête et resta immobile ; le chef lui ordonna alors de « terminer son travail », et l'animal plaça immédiatement un pied là où aurait dû être l’abdomen de l’homme, et l’autre sur sa tête, utilisant apparemment toute sa force pour les écraser et mettre fin aux souffrances du pauvre diable. »

En 1868, durant une expédition en Inde, Louis Rousselet assiste à une exécution rapide d'un criminel à Baroda. Un croquis, fait au cours de l'exécution, montre le condamné forcé à placer sa tête sur un billot, et puis tandis qu'on le maintient en place, un éléphant lui écrase la tête sous sa patte. Le croquis, plus tard transformé en gravure, est imprimé dans Le Tour du Monde, un journal alors très diffusé en France et traitant de voyages et d'aventures, aussi bien que les journaux étrangers tel que Harper's Weekly. Une variante consiste à enterrer le condamné jusqu'au cou, puis à laisser l'éléphant marcher sur sa tête.

### Autres méthodes
Au XIIe siècle, le rabbin Petahia de Ratisbonne remarque cette méthode d’exécution durant son séjour en Mésopotamie du Nord dirigée par la dynastie des Seldjoukides (actuel Irak) : « À Ninive se trouvait un éléphant. Sa tête ne faisait pas saillie. Il était grand, et mangeait environ deux charretées de paille à la fois ; sa bouche est sur sa poitrine, et, quand il veut manger, il projette sa lèvre d'environ deux coudées, prend la paille avec, et la porte à sa bouche. Lorsque le sultan condamne quelqu'un à mort, ils disent à l'éléphant « cette personne est coupable ». L'animal le saisit alors avec sa lèvre, le jette en l'air et le tue. » Une variante est pratiquée au Siam (l'actuelle Thaïlande) où l'éléphant est dressé pour jeter les condamnés en l’air puis les piétiner à mort.
James Emerson Tennent au XIXe siècle rapporte « qu'un chef de Kandy, au Sri Lanka, qui avait fréquemment assisté à de telles scènes, nous avait assuré que l'éléphant ne se servait jamais de ses défenses, mais qu'en posant son pied sur la victime allongée, il lui arrachait les membres un à un d'un brusque mouvement de sa trompe ».

## Motifs d'application de la peine

### Punition
Dans les pays asiatiques, cette peine de mort est utilisée pour punir les fraudeurs d’impôt, les rebelles et les soldats ennemis. Les anciennes lois de Manu, rédigées autour du IIe siècle av. J.-C., édictent l’exécution par éléphant pour un grand nombre de délits. En cas de vol de biens, par exemple, « le roi faisait en sorte que tous les voleurs capturés en rapport avec la disparition des biens, étaient exécutés par un éléphant ». La plupart des râjas conservent des éléphants d'une taille et d'une masse spectaculaires, pesant parfois plus de neuf tonnes, le double du poids moyen, destinés aux exécutions qui se font en public, en guise d'avertissement contre les transgressions.
Être écrasé sous les pieds des éléphants est également un châtiment pour les personnes s'opposant au pouvoir. Ainsi, l’empereur moghol Humayun ordonne l’écrasement par éléphant d’un imam accusé d'avoir critiqué sa manière de régner. Le marathe Chatrapati Sambhaji ordonne cette forme de mort pour de nombreux conspirateurs, dont l’employé marathe Anaji Datto à la fin du XVIIe siècle.
Dans les empires occidentaux, les déserteurs, les prisonniers de guerre et les criminels militaires sont tués sous le pied d’un éléphant. Par exemple, l’écrivain romain Valère Maxime raconte comment le général Lucius Aemilius Paullus Macedonicus fait jeter des déserteurs « sous les éléphants pour être piétinés… Et en effet, la discipline militaire a besoin de ce genre de punition sévère et abrupte, car c’est de cette manière que la force des bras reste solide, qui, quand elle s’écarte du droit chemin, sera renversée ». Les récits d’éléphants carrément utilisés comme bourreaux à l'encontre de la population civile sont plus rares. Flavius Josèphe et les Livres des Maccabées en mentionnent un exemple en rapport avec les Juifs en Égypte, même si l’histoire est probablement apocryphe. Dans les Maccabées, il est décrit une tentative de Ptolémée IV d'asservir et de marquer au fer les Juifs d'Égypte avec le symbole de Dionysos. Comme la majorité des Juifs résistent, le roi, dit-on, les rassemble et ordonne qu’ils soient piétinés par les éléphants. L’exécution massive fut déjouée en fin de compte, selon la mythologie hébraïque — par l’intervention d'anges, à la suite de quoi Ptolémée prit une attitude plus clémente envers ses sujets juifs,.

### Divertissement
Certains monarques adoptent également cette forme d’exécution pour leur propre divertissement : par exemple, l’empereur Jahangir aurait ordonné que l’on écrase un grand nombre de criminels juste par amusement. Le voyageur français François Bernier, témoin de ce genre d’exécution, raconte sa consternation en voyant le plaisir qu'éprouvait l’empereur à utiliser ce cruel supplice. Le général marathe Santajî Ghorpade (vers 1645-1697) est célèbre pour sa fascination pour ce type d'exécution à laquelle il condamne avec la plus grande facilité. Khafi Khan, un historien contemporain, écrit que « pour un délit insignifiant, Santajî pouvait jeter un homme sous les pieds d’un éléphant ».
En 1305, le sultan de Delhi transforme les mises à mort des prisonniers mongols par écrasement par éléphant en divertissement public.

### Grâce

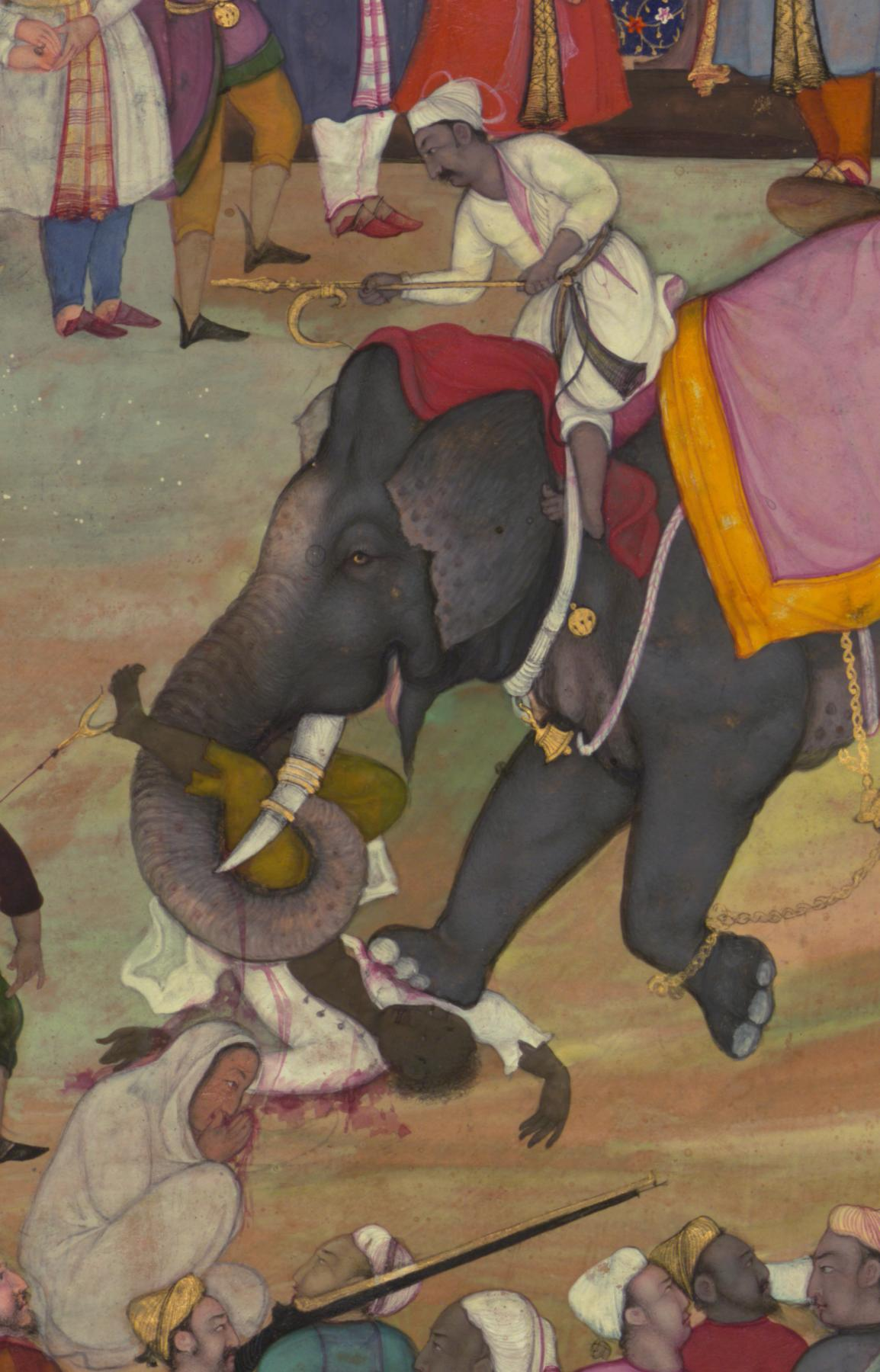
Miniature du XVIe siècle tirée de lAkbarnamah, l'histoire officielle d'Akbar.

Les éléphants sont sous le contrôle constant de leur cornac, ce qui permet aux souverains d’accorder une remise de peine de dernière minute et de faire montre de clémence. On a trace de plusieurs cas de grâces accordées ainsi dans divers royaumes d’Asie. Les rois de Siam ont entraîné leurs éléphants à faire rouler les coupables sur le sol assez lentement pour ne pas les blesser gravement : l’empereur moghol Akbar le Grand « faisait usage de cette technique pour châtier les rebelles et à la fin, les prisonniers, dont on peut penser qu'ils étaient suffisamment châtiés, avaient la vie sauve ». Akbar fait également jeter un homme aux éléphants pour le torturer ainsi pendant cinq jours avant de le gracier. Les éléphants sont quelquefois utilisés dans une sorte de jugement de Dieu à la suite duquel le prisonnier condamné est relâché s’il parvient à esquiver l'attaque de l'éléphant.
Ce mode d’utilisation des éléphants va au-delà du simple droit de vie et de mort du pouvoir royal. Les éléphants sont longtemps perçus comme des symboles de l’autorité royale. Leur utilisation transmet le message que le souverain est capable d'obtenir d'animaux très puissants une totale obéissance. Ainsi en plus de son autorité, il maintient une domination spirituelle et morale sur les bêtes sauvages ainsi que mystique sur ses sujets.